# Непобедимый (Брянская область)
Непобедимый — поселок в Красногорском районе Брянской области в составе Колюдовского сельского поселения.

## География
Находится в западной части Брянской области на расстоянии приблизительно 13 км на северо-запад по прямой от районного центра поселка Красная Гора.

## История
Упоминался с 1920-х годов. До Великой Отечественной войны преобладало белорусское население. На карте 1941 года отмечен как поселение с 46 дворами.

## Население
250 человек (1926), 50 человек (2002), 34 человек (2010).